# Brian Diemer
Brian Lee Diemer (né le 10 octobre 1961 à Grand Rapids) est un athlète américain spécialiste du 3 000 mètres steeple. 

## Carrière

### Palmarès
| Date | Compétition                | Lieu        | Résultat | Performance   |
| ---- | -------------------------- | ----------- | -------- | ------------- |
| 1984 | Jeux olympiques d'été      | Los Angeles | 3e       | 8 min 14 s 06 |
| 1987 | Championnats du monde      | Rome        | 4e       | 8 min 14 s 46 |
| 1989 | Coupe du monde des nations | Barcelone   | 4e       | 8 min 24 s 52 |
| 1990 | Goodwill Games             | Seattle     | 1er      | 8 min 32 s 24 |
| 1991 | Championnats du monde      | Tokyo       | 5e       | 8 min 17 s 76 |
| 1992 | Jeux olympiques d'été      | Barcelone   | 7e       | 8 min 18 s 77 |

### Records
| Épreuve              | Performance   | Lieu     | Date         |
| -------------------- | ------------- | -------- | ------------ |
| 3 000 mètres steeple | 8 min 13 s 16 | Coblence | 29 août 1984 |